# Randy Hughes
James Randell Hughes, mais conhecido como Randy Hughes (Oklahoma City, 3 de abril de 1953), é um ex-jogador profissional de futebol americano estadunidense.

## Carreira
Randy Hughes foi campeão da temporada de 1977 da National Football League jogando pelo Dallas Cowboys.